# Menominee (Wisconsin)
Menominee – miasto w Stanach Zjednoczonych, w stanie Wisconsin, w hrabstwie Menominee.